# Studiendekan
Ein Studiendekan ist ein oft an Hochschulen in Deutschland eingerichtetes Amt zur Entlastung des Dekans. Der Studiendekan ist für die Angelegenheiten der Lehre und des Studiums zuständig. Oft ist der Stellvertreter des Dekans, der sogenannte Prodekan, zugleich Studiendekan. Ist der Studiendekan ein eigenes Amt, wählen die Professoren einer Fakultät diesen, meist für die Dauer von zwei bis vier Jahren, aus ihrer Mitte.
Formal steht dem Studiendekan, wie dem Dekan und Prodekan, die respektvolle förmliche Anrede „Eure Spektabilität“ (von lateinisch spectabilitas ‚ehrwürdig‘) zu. Diese wird jedoch nur noch bei hochoffiziellen Anlässen verwendet.
Der Studiendekan kann folgende Aufgaben haben (Beispiel aus dem Bayerischen Hochschulinnovationsgesetz, Art. 40):
- Er wirkt darauf hin, dass das Lehrangebot den Prüfungs- und Studienordnungen entspricht, dass das Studium innerhalb der Regelstudienzeit ordnungsgemäß durchgeführt werden kann und die Studierenden angemessen betreut werden.
- Er ist verantwortlich für die Evaluation der Lehre unter Einbeziehung studentischer Bewertungen.
- Er berichtet der Fakultät sowie der Hochschulleitung mindestens einmal im Semester über seine oder ihre Arbeit und erstellt einen Bericht zur Lehre (Lehrbericht).
- Er unterbreitet dem Dekan Vorschläge für die Verwendung der für die Lehre verfügbaren Haushaltsmittel.
- Er kann in Berufungsverfahren zur pädagogischen Eignung von Bewerbern Stellung nehmen.